# Ascolta i fiori dimenticati
Ascolta i fiori dimenticati (The Lost Flowers of Alice Hart) è una miniserie televisiva australiana diretta da Glendyn Ivin e scritta da Sarah Lambert. Basata sull'omonimo romanzo di Holly Ringland, ha debuttato il 3 agosto 2023 su Prime Video. Vede come protagoniste Sigourney Weaver e Alycia Debnam-Carey.

## Trama
Una giovane ragazza orfana con un passato difficile si trasferisce dalla nonna, proprietaria di un vivaio.

## Puntate
| nº | Titolo originale           | Titolo italiano                             | Pubblicazione  |
| -- | -------------------------- | ------------------------------------------- | -------------- |
| 1  | Part 1: Black Fire Orchid  | Capitolo 1 - Orchidea nera del fuoco        | 3 agosto 2023  |
| 2  | Part 2: Wattle             | Capitolo 2 - Acacia                         | 3 agosto 2023  |
| 3  | Part 3: Lantern Bush       | Capitolo 3 - Pianta delle lanterne          | 3 agosto 2023  |
| 4  | Part 4: River Lily         | Capitolo 4 - Giglio di fiume                | 10 agosto 2023 |
| 5  | Part 5: Desert Oak         | Capitolo 5 - Quercia del deserto            | 17 agosto 2023 |
| 6  | Part 6: Wheel of Fire      | Capitolo 6 - Ruota di fuoco                 | 24 agosto 2023 |
| 7  | Part 7: Sturt's Desert Pea | Capitolo 7 - Pianta del pisello del deserto | 31 agosto 2023 |

### Capitolo 1 - Orchidea nera del fuoco
La piccola Alice Hart è una bambina di 9 anni dolce e fragile, che ama molto leggere storie di fantasia con la mamma. La vediamo insieme ai genitori che amorevolmente le raccontano come è nata e si viene a sapere che a breve arriverà in famiglia un nuovo bambino. Ma non tutto è come sembra. Il padre Clem picchia brutalmente sia lei che la madre Agnes, come ad esempio quando scopre che la bambina è andata in città senza chiedere il permesso, e la bambina immagina di ucciderlo con il fuoco. Intanto Alice in città ha conosciuto la bibliotecaria Sally che si è accorta dei lividi sulle sue braccia. Un giorno i genitori si recano dal medico per un'ecografia di controllo e Alice rimane sola a casa. Si reca nella rimessa dove trova delle strane sculture di legno, ma accidentalmente provoca un incendio che presto avvolge anche la casa. Al rientro i genitori cercano di spengere l'incendio, ma rimangono uccisi. Alice viene portata in ospedale in coma dove Sally è l'unica a rimanerle accanto. Un giorno arriva June, la madre di Clem, alla quale John Morgan, il marito poliziotto di Sally, comunica la morte di Clem e Agnes e i medici le dicono che il bambino nato prematuro è stato portato in un altro ospedale, sebbene non ci siano grandi speranze che riesca a sopravvivere. Intanto Sally pensa che porterà Alice a vivere con loro, in quanto la nonna non vuole avere niente a che fare con lei, così con il marito ha trasformato la stanza della sua bambina Gemma, morta per un cancro, in modo da accogliere Alice e quando la piccola esce dal coma, la riempie di affetto e attenzioni. June vive a Thornfield, una remota azienda agricola, con la sua compagna Twig, contornata di giovani donne che lavorano nei vivai, e tornata a casa capisce che non può abbandonare la nipotina. Torna quindi all'ospedale e rivendica il suo diritto di portare via la bambina. A malincuore Sally deve lasciarla andare. Arrivata a Thornfield, Alice conosce Twig, ma June l'avverte che la bambina non ha ancora ricominciato a parlare. June promette ad Alice che la proteggerà affinché nessuno le faccia il male che invece le ha fatto suo figlio. Lo stesso giorno Sally riceve la chiamata da un avvocato che la informa che Agnes aveva recentemente cambiato testamento eleggendo lei a custodia della figlia, in caso June avesse rifiutato tale ruolo. Né lei né il marito riescono a capire il motivo di questa decisione, visti i rapporti occasionali tra le due donne. A Thornfield June carica un fucile e parte per la sua ronda notturna intorno alla tenuta.

## Personaggi e interpreti

### Principali
- June Hart, interpretata da Sigourney Weaver, doppiata da Ada Maria Serra Zanetti.
Madre di Clem, nonna di Alice e proprietaria del vivaio Thornfield.
- Sally Morgan, interpretata da Asher Keddie, doppiata da Francesca Manicone.
Bibliotecaria che presta dei libri fantasy a Alice e in seguito intende adottarla dopo la scomparsa dei suoi genitori.
- Twig, interpretata da Leah Purcell, doppiata da Laura Romano.
Compagna di June.
- Candy, interpretata da Frankie Adams, doppiata da Valentina Stredini.
Ragazza adottata da Twig che aiuta a gestire il vivaio.
- John Morgan, interpretato da Alexander England, doppiato da Riccardo Scarafoni.
Marito di Sally e sergente di polizia che indaga sulla morte dei genitori di Alice.
- Clem Hart, interpretato da Charlie Vickers, doppiato da Gianluca Cortesi.
Marito di Agnes e padre violento di Alice.
- Agnes Hart, interpretata da Tilda Cobham-Hervey, doppiata da Giulia Franceschetti.
Moglie di Clem e madre di Alice.
- Alice Hart, interpretata da Alyla Browne (giovane) e da Alycia Debnam-Carey (adulta), doppiata da Sofia Fronzi (giovane) e da Isabella Benassi (adulta).
Dopo la morte dei genitori in un incendio, viene adottata dalla nonna e va a vivere con lei in una casa circondata da campi di fiori. Qui impara il linguaggio dei fiori. Da adulta, lascia il vivaio per viaggiare e trova lavoro presso il parco nazionale di Mia Tukurita come guardia forestale.
- Dylan, interpretato da Sebastián Zurita, doppiato da Raffaele Carpentieri.
Guardia forestale del parco nazionale e interesse amoroso di Alice.

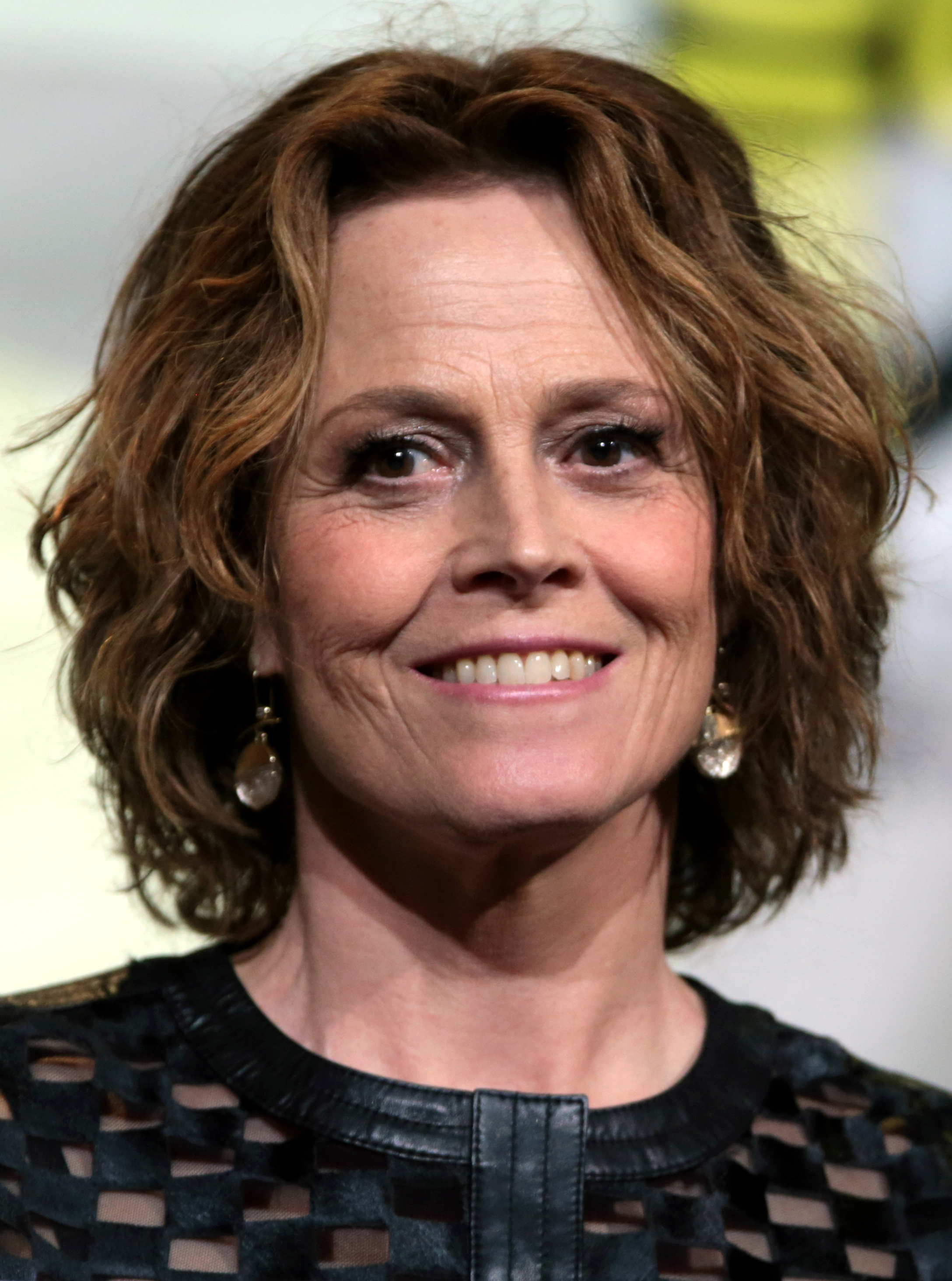
Sigourney Weaver
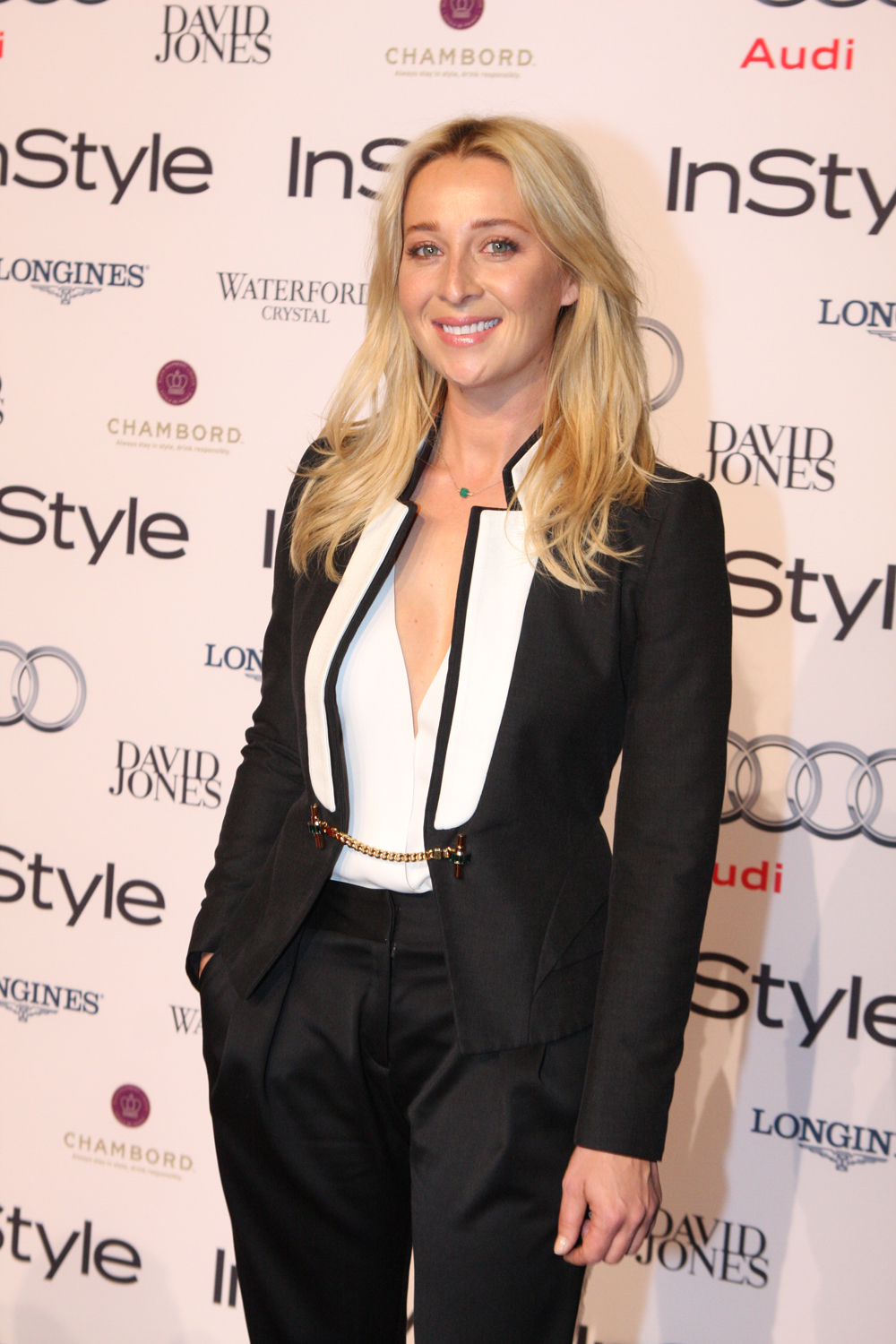
Asher Keddie
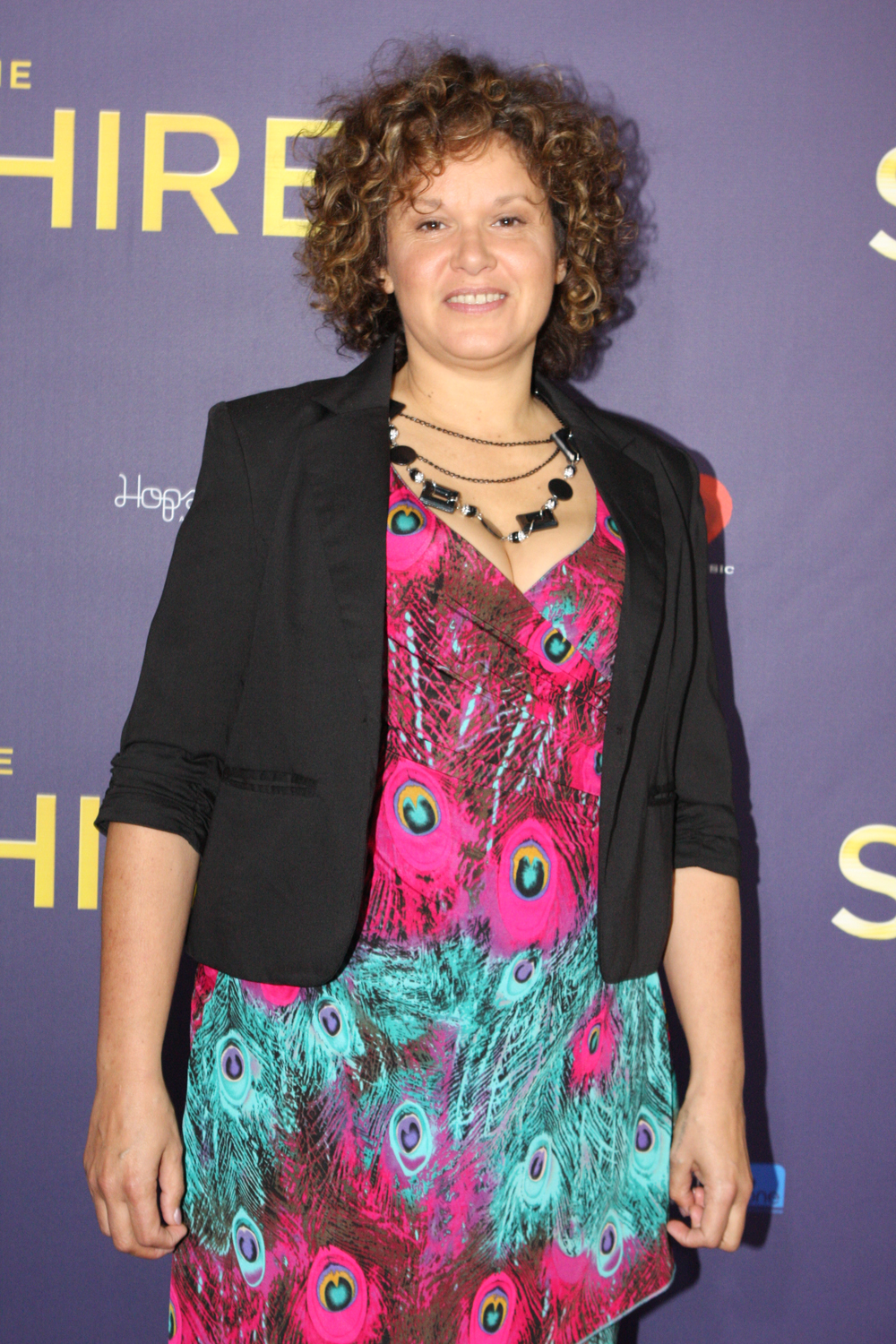
Leah Purcell
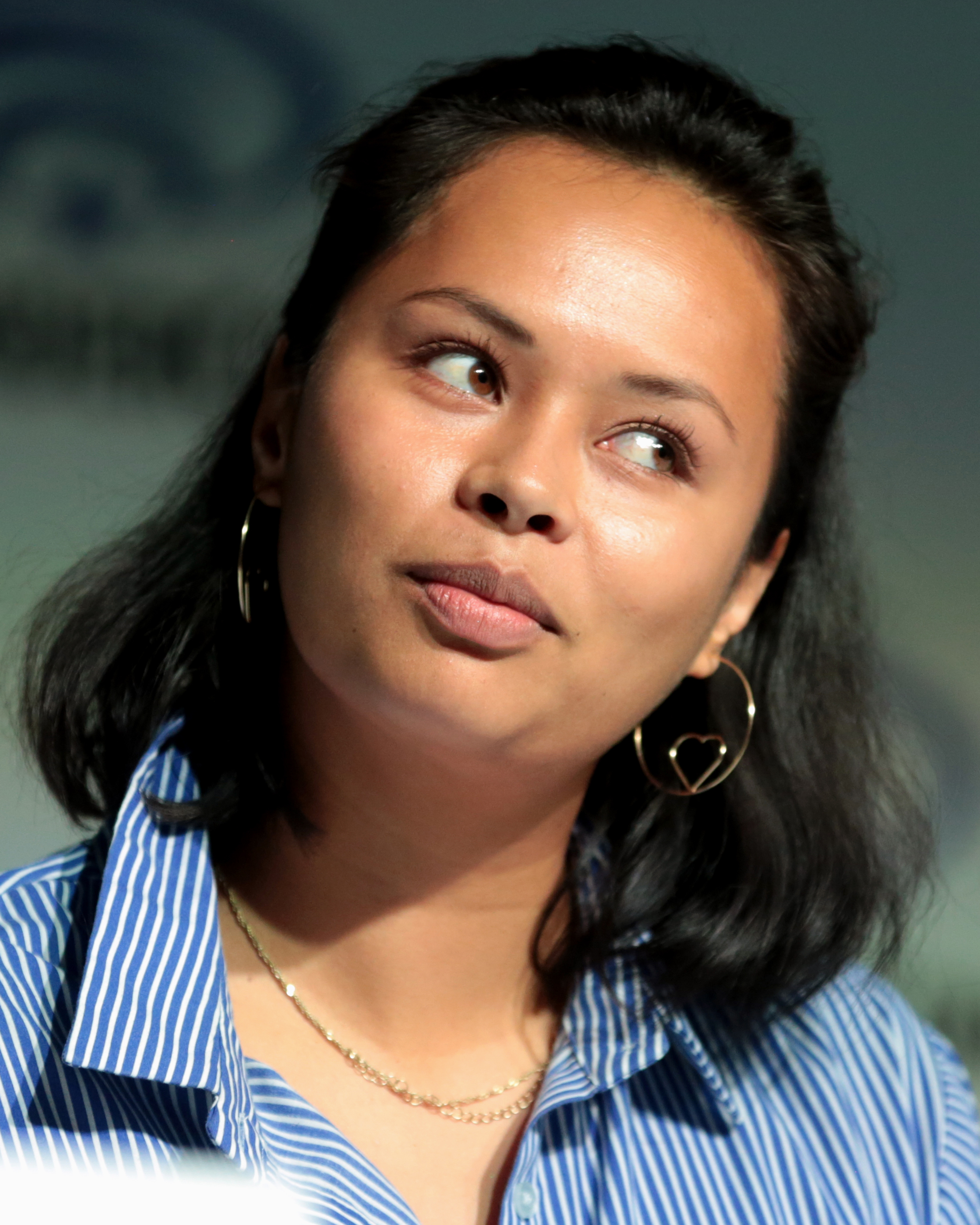
Frankie Adams
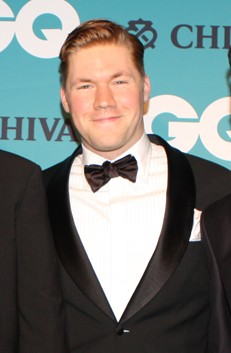
Alexander England
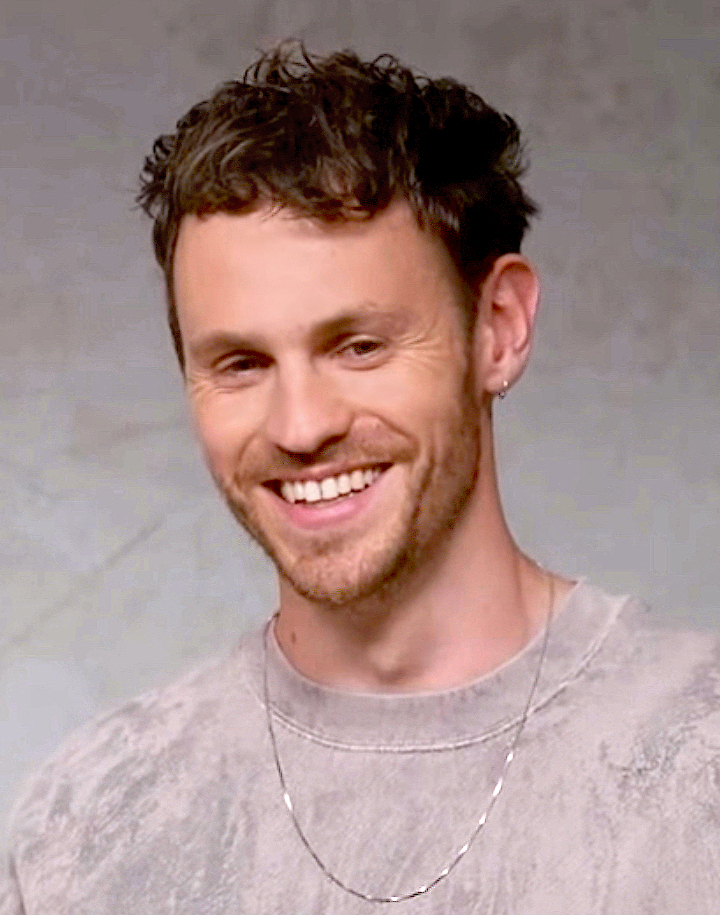
Charlie Vickers
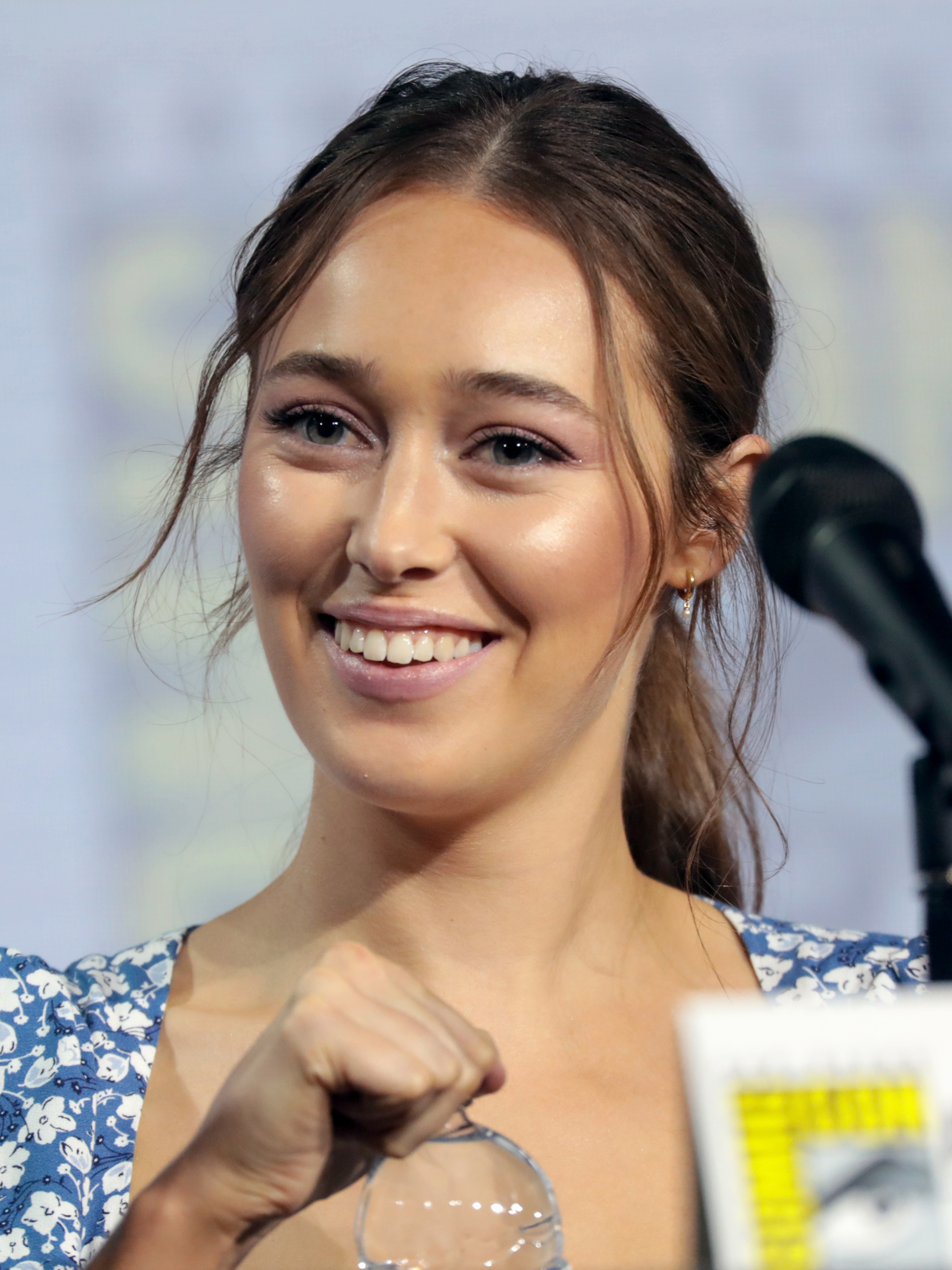
Alycia Debnam-Carey

### Ricorrenti
- Oggi Nowak, interpretato da Luc Barrett, doppiato da Andrea Checchi.
Coetaneo di Alice, compagno di scuola e suo unico amico al vivaio.
- Charlie Morgan, interpretato da Jeremy Blewitt, doppiato da Mattia Moresco.
Fratello di Alice e figlio adottato da Sally e John.
- Lulu, interpretata da Vivienne Awosoga, doppiata da Rossa Caputo.
Guardia forestale del parco nazionale e amica di Alice.
- Ruby, interpretata da Shareena Clanton, doppiata da Erica Necci.
Guida del parco nazionale Mia Tukurita.

## Produzione
Nel maggio 2021 è stato annunciato che Made Up Stories, Amazon Studios e Endeavor Content avrebbero prodotto un adattamento del romanzo Ascolta i fiori dimenticati, con le riprese effettuate in Australia. Sigourney Weaver è la protagonista e produttrice esecutiva, con Sarah Lambert come sceneggiatrice e showrunner, Glendyn Ivin come regista e Jodi Matterson, Bruna Papandrea, Steve Hutensky e Allie Goss come produttrici esecutive.
La lavorazione è iniziata nell'ottobre 2021 a Sydney e nelle regioni del Nuovo Galles del Sud e del Territorio del Nord. Nello stesso mese è stato confermato che Asher Keddie, Leah Purcell, Alycia Debnam-Carey, Frankie Adams, Alexander England, Charlie Vickers, Tilda Cobham-Hervey e Alyla Browne sono entrati nel cast. Nell'aprile 2022 Sebastián Zurita è stato scritturato, Kirsty Fisher e Kim Wilson si sono aggiunte come co-sceneggiatrici insieme a Lambert e Barbara Gibbs come produttrice. Nel settembre 2022 la casa di produzione Endeavour Content è stata rinominata Fifth Season.

## Distribuzione
Amazon Studios ha annunciato che la miniserie sarebbe stata pubblicata in oltre 240 Paesi sulla piattaforma streaming Prime Video. Ha debuttato il 3 agosto 2023, con le prime tre puntate subito disponibili e una nuova puntata ogni settimana fino al finale del 31 agosto 2023.

## Accoglienza

### Critica
La miniserie ha ricevuto recensioni positive dalla critica. Rotten Tomatoes riporta l'81% delle recensioni professionali positive, con un voto medio di 7,1 su 10 basato su 32 critiche. Il consenso critico del sito web indica: «Sigourney Weaver è ottima come matriarca tormentata in Ascolta i fiori dimenticati, un melodramma visivamente interessante e ben recitato.» Metacritic, invece, ha assegnato un punteggio di 67 su 100 basato su 15 recensioni, indicando "recensioni generalmente favorevoli".

### Primati
Il 16 agosto 2023 Mediaweek ha comunicato che la miniserie ha stabilito un record per il più alto numero di telespettatori per una serie australiana nel mondo. 
Ha anche raggiunto le prime cinque posizioni in 78 Paesi e i primi tre posti in 42 nazioni su Prime Video.